# Barra do Jucu
Barra do Jucu é um balneario localizado no município de Vila Velha, na Região Metropolitana da Grande Vitória, estado do Espírito Santo, Brasil.
A Barra do Jucu é um balneário diferente no município de Vila Velha, por suas origens históricas guarda tradições religiosas e folclóricas (congo é um dos ritmos locais), com festas e celebrações. Tornou-se um point de surf devido à qualidade das ondas perto da barra, proporcionada pelo acúmulo de material de aluvião, quebram boas ondas num local chamado Coral de Cima. O morro da Concha, é um ótimo local para visualizar a beleza dos arredores e ver o pôr-do-sol que é muito lindo e exótico para quem estiver do lado oposto às águas negras do rio Jucu, é inesquecível.

## Galeria

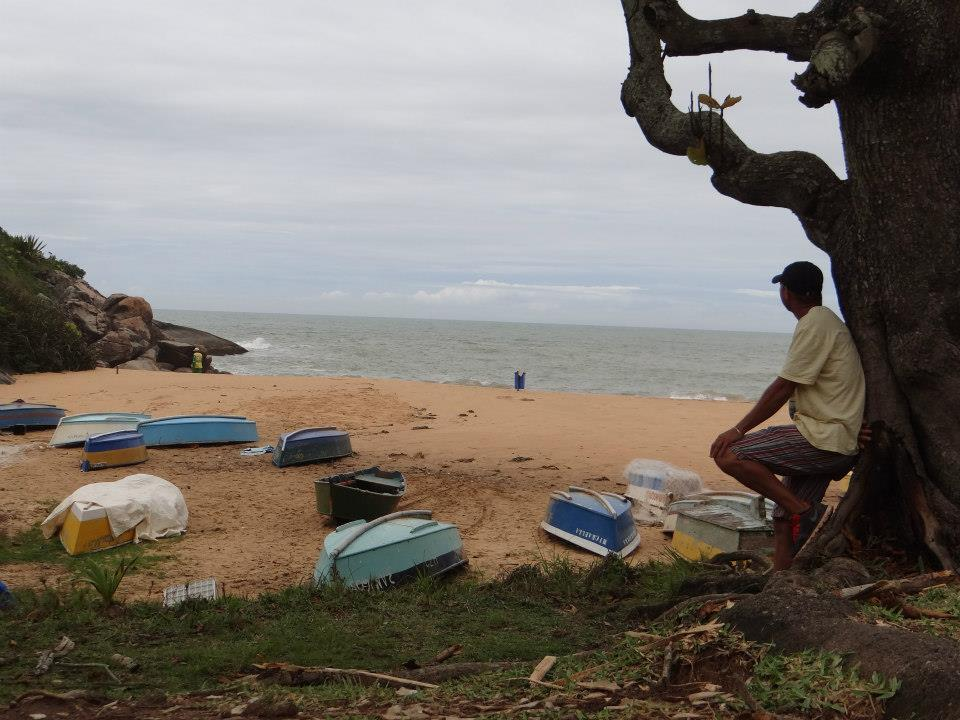
O homem e o mar - Praia da Barra do Jucu
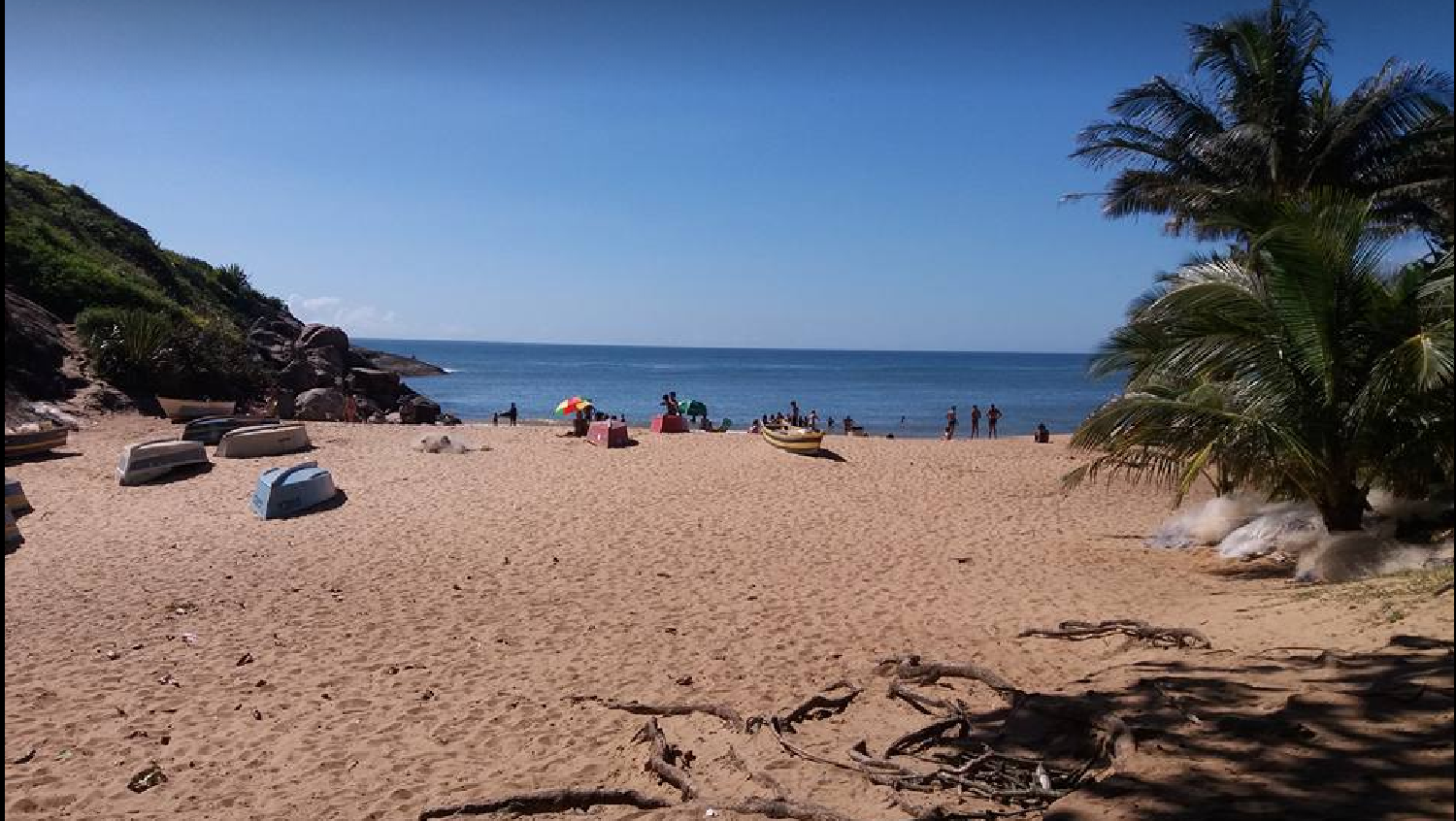
Praia da Barra do Jucu Lado B
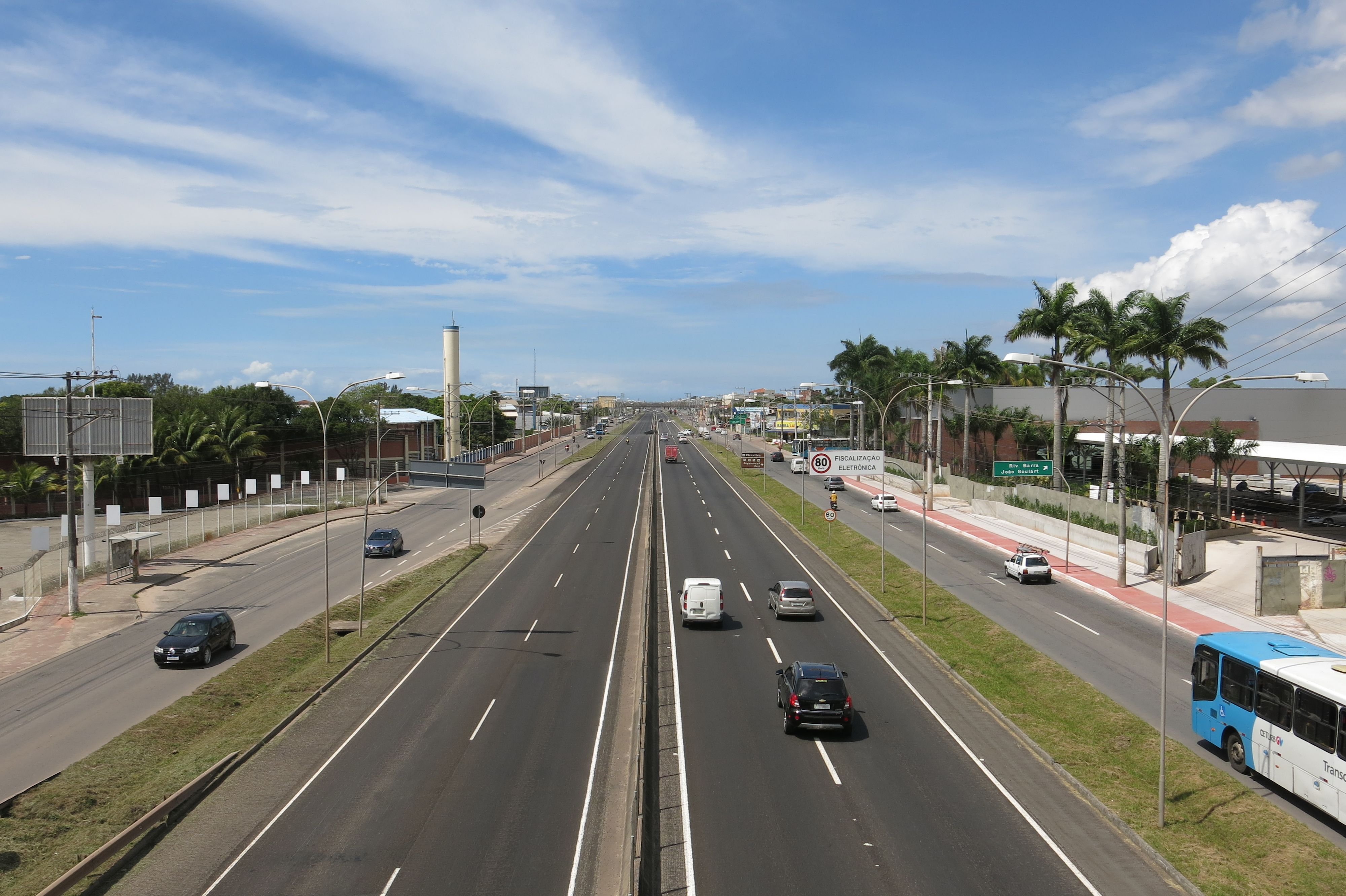
Rodovia do Sol - Barra do Jucu